# Ерохино (Брянская область)
Ерохино — упразднённая в 1978 году деревня в Дубровском районе Брянской области России. 

## География
Располагалась в 4 километрах к югу от села Сергеевка, в 5 километрах к востоку от деревни Алёшинка. 

## История
Упоминается с начала XX века.
До 1924 года входила в состав Алешинской волости Брянского (с 1921 года – Бежицкого) уезда.
Позднее в Дубровской волости, Дубровском районе (с 1929 года). Входила в Федосеевский, Сурновский, Деньгубовский, с 1959 ― Сергеевский сельсовет. Являлась центром Ерохинского сельсовета. 
Исключена из учётных данных в 1978 году.

### Административно-территориальное деление в 1916-1970 годах
- 1916 год – хутор, Орловская губерния, Брянский уезд, Алешинская волость.
- 1920 год – хутор, Брянская губерния, Брянский уезд, Алешинская волость, Ерохинский сельсовет.
- 1929 год – хутор, Западная область, Рославльский округ, Дубровский район, Сурновский сельсовет.
- 1937 год – деревня, Орловская область, Дубровский район, Сурновский сельсовет.
- 1944 год – деревня, Брянская область, Дубровский район, Сурновский сельсовет.
- 1970 год – деревня, Брянская область, Дубровский район, Сергеевский сельсовет.

## Население
Согласно списку населённых мест  Брянской губернии от 1928 года в Ерохино число хозяйств 15; преобладающая национальность – русские; население по данным переписи 1926 года – мужского пола 41, женского пола 47, всего – 88 человек.
| Годы      | 1926 |
| --------- | ---- |
| Население | 90   |